# Antiratni prosvjedi u Beogradu 1991. – 1992.
Antiratni prosvjedi u Beogradu 1991. – 1992. godine održavani su protiv početka ratova u Hrvatskoj i Bosni i Hercegovini, a posebno protiv opsada gradova (Vukovara, Dubrovnika i Sarajeva) od strane tadašnje JNA.
U uličnim prosvjedima protiv rata i građanskoj neposlušnosti sudjelovale su brojne javne osobe kao i na tisuće građana. Također je bilo veoma izraženo napuštanje redova vojske i otpor regrutaciji. U cijeloj Srbiji je 1991. – 1992. postojao veliki otpor mobilizaciji (uz oko 200 000 dezertera), koja je u Beogradu provođena tek s oko 15% uspješnosti.
Pored organiziranih prosvjeda, bilo je i pojedinačnog otpora ratu. U jednom od najpoznatijih primjera, rezervist Vladimir Živković je odvezao tenk s bojišnice u Vukovaru nazad do Beograda (oko 200 km), gdje ga je parkirao ispred Savezne Skupštine u znak prosvjeda protiv rata.
Najpoznatije građanske udruge koje su se tada protivile ratu su Žene u crnom, Centar za antiratnu akciju i Beogradski krug. Najpoznatiji političar koji se protivio ratu bio je bivši srbijanski predsjednik Ivan Stambolić.

## Otpor ratu
Kada su počeli oružani sukobi na prostoru bivše Jugoslavije, otpor ratu je pružan na raznim mjestima.
U Beogradu, kao i u cijeloj Srbiji, otpor regrutaciji bio je vrlo velik. Bilo je i puno dezertera u svim redovima vojske. U Beogradu je hiljade mladića spavalo svake noći u drugom stanu kako bi izbegli vojne pozive. Prema nekim procenama, kada je izdata naredba o masovnoj mobilizaciji, samo 10% pozvanih se odazvalo. 15. srpnja 1991. više udruga koje su se bavile zaštitom ljudskih prava formirale su Centar za antiratnu akciju, koji se bavio podrškom dezerterima i pružanjem pravne pomoći.
Jedne od prvih masovnih antiratnih prosvjeda organizirale su zajedno tri ženske organizacije (Ženski parlament, Ženski lobi i Ženska stranka) ispred zgrade Skupštine Srbije. Žene aktivistice su velikim dijelom predstavljale nositelje antiratnog pokreta u Srbiji. Osobitu ustrajnost u prosvjedima protiv rata je pokazala antiratna udruga »Žene u crnom«, čije su pripadnice narednih godina redovno organizirale javne prosvjede.
U beogradskom kazalištu »Duško Radović« redovno je održavan Beogradski antiratni maraton (BAM), u vidu tribina protiv rata u kojima su sudjelovali mnogi građani i članovi nastajućih antiratnih udruga. Ulicama i trgovima kretale su se kolone protiv rata i za mir nazvane »Poslednje zvono«. Pred Saveznom skupštinom organiziran je prosvjed »Žuta traka«. Oko Savezne skupštine je organizovan protestni »prsten mira«. Organizirani su i antiratni koncerti (»Ne računajte na nas«).
Početkom 1992. godine, članovi rock sastava EKV, Partibrejkers i Električni orgazam formiraju projekt "Rimtutituki", čija je glazbena aktivnost usredotočena na antiratnu promidžbu. Rimtutituki je osnovan kako bi se suprotstavljao mobilizaciji za rat u Bosni. Milan (EKV), Gile, Švaba, Čavke i Jovec (Električni orgazam) su oformili Rimtutituki na potpisivanju peticije protiv mobilizacije. Njihov najpoznatiji singl "Slušaj 'vamo!", s ključnim refrenom „Mir, brate, mir”, izdaje B92, a promican je koncertom na kamionu koji je kružio ulicama Beograda.

## Medijska promidžba
Velikosrpska medijska promidžba bila je nemilosrdna: Večernje novosti su ulje na platnu Uroša Predića iz 1888. koristile kao aktualnu fotografiju za širenje mržnje, navodeći da je riječ o srpskom djetetu u Bosni "nad grobom oca, majke i ostale rodbine koju su u napadu pobili muslimani".
Državni mediji, pod potpunim nadzorom Miloševićeve vlasti, širili su šovinizam, ksenofobiju i mržnju među širokim slojevima srpskog stanovništva bivše Jugoslavije. Srpski mediji su skoro u potpunosti bili usmjereni na mobilizaciju srpske javnosti za podršku ratu kroz izazivanje negativnih osjećaja kao što su strah i mržnja, nimalo ne brinući o činjenicama, pa čak i tehničkim pojedinostima koje bi mogle kompromitirati takvu aktivnost. Izmišljalo se sve, od najstrašnijih zločina do tvrdnji kako Stjepan Mesić nosi bradu da mu se ne vidi tetovirano slovo "U" na licu. Hrvati su često kolektivno nazivani ustašama, a bosanski muslimani pogrdno balijama. Srpska promidžba prikazivala je bosanske muslimane kao nasilne ekstremiste i fundamentaliste.
Srpski tisak pisao je da su vlasti u Sarajevu bacale srpsku djecu lavovima u zoološkom vrtu. Promidžbena izmišljotina koja je ostavila najdublji trag bila je ona o "40 zaklanih beba iz Vukovara", koja glasi da su članovi hrvatske nacionalne garde „sjekli grkljane djeci između pet i sedam godina i bacali ih u podrum”. Mnogi dragovoljci su odlazili na ratište „kad vide što se radi srpskoj djeci.“ Državni mediji Srbije i Crne Gore su svjesno i namjerno širili dezinformacije o "30.000 naoružanih ustaša i 7000 terorista, uključujući i kurdske plaćenike" koji se, zaštićeni zidinama Dubrovnika, spremaju za napad na Crnu Goru. Dok je JNA tijekom opsade Dubrovnika granatirala grad, službene informacije su glasile da je Dubrovnik samo blokiran i da se ne vrši nikakvo bombardiranje niti razaranje grada. Radio-televizija Srbije je prikazivala slike Dubrovnika sa stupovima dima objašnjavajući kako lokalno stanovništvo pali automobilske gume kako bi simulirali ratna razaranja grada.
Postojalo je svega nekoliko glasila koja nisu bila pod nadzorom vlasti. Procjenjuje se da su mediji pod Miloševićevim nadzorom svakodnevno stizali do više od 3 500 000 ljudi. S obzirom na nedostatak pristupa alternativnim vijestima, francuski profesor De la Brosse smatra da je iznenađujuće velika bila otpornost na ratnu promidžbu među Srbima, što se pokazivalo masovnim antiratnim prosvjedima, rasprostranjenim izbjegavanjem regrutacije i dezertiranjem iz vojske.
Smatra se da su mediji odigrali ključnu ulogu u pripremi za rat i da bez njihovog sudioništva ne bi mogli biti počinjeni masovni ratni zločini koji su uslijedili na prostoru bivše SFRJ. Glavni predvodnici ratnohuškačke promidžbe su bili novinari i urednici Radiotelevizije Srbije, dnevnih listova Politika, Politika express i Večernje novosti.

## Prosvjedi

### Protiv opsade Vukovara
Zbog opsade Vukovara organizirani su mnogi antiratni prosvjedi. Organizirane su peticije protiv mobilizacije za rat i za amnestiju onih koji su odbijali sudioništvo u njemu. Organizirana je neposredna pomoć onima koji su izbjegavali odaziv.
U vrijeme pada Vukovara, krajem studenog 1991. godine, pred zgradom Predsjedništva Srbije svake večeri su se okupljali građani, održavali večernja bdjenja i palili svijeće za sve poginule u ratu. Na platou kod Andrićevog venca okupljale su se Žene u crnom, antiratne organizacije, građanke i građani, i ispisivala se knjiga Grobnica za Miroslava Milenkovića, rezervista koji se ubio između dva stroja, onih koji idu na Vukovar i dezertera koji odlažu oružje.

### Protiv opsade Dubrovnika
U Pionirskom parku Beogradu održavani su antiratni prosvjedi “Prekinimo mržnju da prestane rat“ protiv bombardiranja Dubrovnika, na kojima su pored građana sudjelovale i skupine umjetnika, kompozitori, glumci i dr. Na bini su Mirjana Karanović i Rade Šerbedžija zajedno pjevali “Ja ne mogu protiv druga svog”. Organizirano je i potpisivanje peticije za Dubrovnik, koju su potpisivali uglavnom profesori i studenti Filozofskog fakulteta u Beogradu, zahtijevajući obustavu ratnih operacija na dubrovačkom području. Prosvjednici su nakon toga išli u Generalštab, pokušavajući uvjeriti vojsku u "zloslutnost blokade".
Prosvjednici su naglašavali tradicionalno prijateljstvo Dubrovnika i njegovog hercegovačkog zaleđa, navodeći primjere da su sela Konavala i Dubrovačkog primorja još za Nevesinjske Bune pružila utočiste u zbjegu tisućama obitelji iz Popovog polja, Bileće i Stare Crne Gore. Također je naglašavano da se tijekom Drugog svjetskog rata u Dubrovniku skupljala ne samo pomoć za partizane, već su Dubrovčani nosili narodu Popovog polja sol i “modru galicu” za stoku i obradu vinograda.
Tijekom opsade Dubrovnika, beogradski roker Milan Mladenović je na svojim koncertima pozivao publiku minutom šutnje odati počast bombardiranom Dubrovniku i njegovom stanovništvu.
Gotovo istovremeno s beogradskim prosvjedima, na Cetinju su crnogorski građani pod vodstvom Liberalnog saveza Crne Gore prosvjedovali protiv sudjelovanja crnogorskih vojnika u napadu na Dubrovnik pjesmom: "S Lovćena vila kliče, oprosti nam Dubrovniče".

### Protiv opsade Sarajeva
U Beogradu su postojali ljudi koji su rat sa Sarajevom shvatili strašnije od bilo kojeg horora, da je praktično nemoguće bombardirati grad koji su svi toliko voljeli. Kada je započeo rat u Bosni i Hercegovini, pojedine stranke, razne nevladine organizacije i građanske udruge organizirale su antiratne prosvjede, kojima je ponekad nazočilo i više desetaka tisuća ljudi.
U travnju 1991. godine, bez dopusnice, članovi tri kultna srpska rock sastava - EKV, Električni orgazam i Partibrejkersi – u kamionu su kružili ulicama Beograda protiveći se ratu, koji se nakon Hrvatske, zahuktavao i u BiH, porukom „Mir, brate, mir“ i „manje pucaj, više tucaj“. Zdušno ih je podržao i Ivan Stambolić, istaknuti protivnik Slobodana Miloševića, koji je kao ravnatelj Jugoslavenske banke za međunarodnu ekonomsku suradnju (Jumbes), osigurao novac za koncert, i za iznajmljivanje sada već legendarnog kamiona.
Drugi koncert, koji je za razliku od prvog imao i dopusnicu za održavanje, dogodio se na Trgu Republike kojim je poslana poruka vlastima "S.O.S. mir ili ne računajte na nas", ponovo u režiji Radija B92.
Prosvjedujući protiv opsade i razaranja Sarajeva, više antiratnih udruga, stranaka i pojedinaca osnovalo je skupinu »Živeti u Sarajevu« koja je djelovala svo vrijeme rata. Povodom opsade i granatiranja Sarajeva, deseci tisuća Beograđana su cijelom površinom glavne ulice protezali crni flor. Skupina »Živeti u Sarajevu« organizirala je slanje raznih vrsta pomoći Sarajlijama, posjet Sarajevu usred rata u srpnju 1994. godine, a potom i dolazak Sarajlija u Beograd.

## Reakcije

### Protiv mirovnog pokreta
Vodeći srpski intelektualci i akademici SANU su često javno istupali protiv antiratnog pokreta. Srbijanski akademik Ljubomir Tadić (otac Borisa Tadića) je izjavljivao da nije pristaša mira po svaku cijenu, ako on vodi u genocidu nad Srbima:
Dobrica Ćosić, akademik SANU i nacionalistički ideolog, je u vrijeme pokretanja rata u Hrvatskoj pacifističku retoriku nazivao besmislenom lažju i moralnim kukavičlukom, odnosno “srpskim antisrpstvom“:
Matija Bećković, akademik SANU i pjesnik, pozivajući se na R. Samardžića, sudionike mirovnog pokreta naziva “otpadom”, odnosno Srbima koji nisu ni Srbi:
Momo Kapor, akademski slikar i književnik, tadašnju atmosferu u Beogradu komentira na sljedeći način: 

### Podrška mirovnom pokretu
Lider Partibrejkersa, Zoran Kostić Cane, osvrćući se na mirovne prosvjede, izjavio je: 
Direktor Radija B92 Veran Matić o tom razdoblju kaže: 
Srpski filozof Radomir Konstantinović u tom je vremenu pružao podršku mirovnom pokretu i opirao se ratu i huškanju na isti:

## Posljedice
Smatra se kako antiratni prosvjedi nisu imali osobitog učinka. U široj javnosti antiratne akcije nisu imale veći odjek; režimski mediji su ih bojkotirali ili napadali, a neovisni mediji podcjenjivali.
Vojne vlasti su prijetile dezerterima i onima koji odbijaju poziv dugim zatvorskim kaznama po čl. 121 tada važećeg Kaznenog zakona SFRJ koji je čak predviđao i smrtnu kaznu za dezertera koji pobjegne iz zemlje. Neki od ljudi koji su odbili vojni poziv i izražavali javni prosvjed protiv mobilizacije bili su pokupljeni s ulica, zatvoreni 2 do 3 dana, a potom poslani na bojišnicu čistiti minska polja.

## U popularnoj kulturi
Antiratni prosvjedi prikazuju se u nekoliko scena Lepa sela lepo gore, srpskog filma iz 1996. godine. Režiser Srđan Dragojević ih je učinio predmetom satire, što je postalo jednom od kontroverzi koja se vezuje uz to ostvarenje.
U Beogradu je 2010. godine Inicijativa mladih za ljudska prava organizirala koncert na otvorenom u znak obilježavanja 18 godina od antiratnih prosvjeda i nastanka projekta Rimtutituki. Na studentskom Platou ispred Filozofskog fakulteta nastupali su: Multietnička atrakcija, Repetitor, Stuttgart Online, Lira Vega i drugi. Tom prilikom su dijeljeni bedževi s natpisima antiratne kampanje iz 1990-ih.

## Vanjske poveznice
- Manje pucaj, više tucaj
- Povijest Centra za antiratnu akciju[neaktivna poveznica]
- Antiratne i mirovne ideje u srbijanskoj povijesti i antiratni pokreti do 2000. godine